# Endro～！
《Endro～！》是由Studio五组製作的原创作品。漫画版於2018年8月至2019年2月在Hobby Japan旗下杂志《Comic Fire》上连载，全12集電視動畫版於2019年1月至3月播放。

## 剧情简介
尤莉婭·夏爾戴特（尤夏）與隊友成功打敗魔王，但她們施展的封印魔法出錯，無意中將魔王傳送至尤夏成為勇者前的時空，亦令魔王變成嬌小女孩。魔王以「瑪歐」之名成為冒險者學校的教師，企圖使尤夏退學，讓她無法成為勇者。然而勇者小隊卻過著沒有想要打倒魔王樣子的悠閒奇幻生活。

## 登场人物
尤莉亚·夏尔蒂特（尤夏）（声：赤尾光）
本作主角。天然系少女，精力充沛，擁有勇者的幸運體質。目标是成为勇者，打倒魔王，然而刚开始连职业都没有，后在玛欧安排的第一次实习中从遗迹废墟中找到了「勇者之劍」而成為勇者。
因為魔王瑪歐在被傳到現代後，此時還未誕生新魔王，因此在拔出勇者之劍前，一直是無職。
因為運氣很好，所以可以誤打誤撞的把難度頗高的任務完成，甚至打敗海底的邪神（雖然沒有人相信）。
成为勇者的原因是为了让大家都能开心（也因为觉得勇者好帅）
名字简写“尤夏”（ユーシャ）在日语中读音同“勇者”（勇者）。
艾蕾诺瓦尔·塞兰（赛拉）（声：夏川椎菜）
勇者小队中的精灵圣者，是个比较可靠有常識的隊友，特别关心他人。本身有近視且配有眼鏡，因為覺得戴眼鏡像書呆子而不喜歡戴眼鏡，所以武器不是使用精靈常用的弓箭，而是使用錘子，但如果戴上眼鏡，其實是個厲害的射手。成为圣者的原因是因为祖上都是圣者。
稍微有一點冒失，雖然是知識較高的人，但是對於生活完全不行，因此小隊完全不敢將家事交給她做，大家在做類似家務的事情時，她總是只能蹲在旁邊。
法伊·法伊（法伊）（声：小泽亚李）
勇者小队中的战士，性格活泼开朗，意外的是個有常識的理論派，食量很大，沒食物吃的時候會咬赛拉的尖耳朵解饞，也正因此被赛拉要求禁止靠近耳朵15公分。
小時候在森林長大，有很强的野外生存能力，可以在什么都不带的情况下在森林里存活下去，并且可以和動物溝通。
成为战士的主要原因也是为了保护森林里的动物。
名字“法伊”在日语中与“战斗”（ファイト）写法接近。
梅瑟·恩达斯特（梅）（声：水濑祈）
使用塔罗牌的魔法使，一旦说起与塔罗牌有关的话题，就会用中二病的說話方式滔滔不绝地讲下去，成为魔法师也是因为喜欢塔罗牌，在使用塔罗牌方面说也特别有天赋。
基本上面無表情，但是私底下則會做在腦袋裡認真的思考大叔式笑話，并开同音梗吐槽段子。
勇者小隊中女子力最高的人，擅长做饭和打扫卫生。
萝娜·普莉茜帕·欧·拉帕涅斯塔（萝娜公主）（声：麻仓桃）
拉帕涅斯塔王國的公主。憧憬勇者，因此喜歡尤夏。
平常端莊穩重，但是一但提起與勇者相關的事情就會有點脫線。喜欢读前几任勇者的故事，并对其特别了解，非常特别渴望看到勇者队伍们的冒险。
玛欧（魔王）（声：久野美咲）
魔王（声：玄田哲章）
尤夏等人就读的勇者学校的新进教师，由于体型娇小总是被当成可爱的吉祥物。
真实身份是魔王，被勇者小队用禁忌大魔法攻擊，但禁忌魔法施法過程出錯，结果導致时光倒流，把瑪歐传送到了尤夏等人还没有成为勇者的时代。瑪歐將錯就錯，于是以教师的身份潜入勇者学校阻止尤夏成为勇者。但在擔任教師期間，對於阻止勇者小隊成為勇者這件事感到力不從心，於是放棄成為魔王。
第999代魔王，繼承了魔王3000年來的所有記憶並開始思考，她和魔物們誕生的目的只是為了最後被勇者消滅，就像是籠中之鳥一樣，在還未遇到尤夏時，會在王座下方的地下空間暗自哭泣。
和塞拉一样不擅长照顾自己。
名字读音在日语中与魔王（魔王）相近。
女戰士（声：種崎敦美）
蘿莉控，勇者学校的教师，亦是邀請玛欧到勇者学校擔任教师的人，态度直接，也会用认真的表情说出自己各种各样的想法。
在瑪歐因為找不到工作而營養不足時，剛好正在出任務的她把瑪歐帶去一起解任務，發現瑪歐擁有非常驚人的知識量，因此邀請了瑪歐到冒險者學校當教師。
特别喜欢瑪歐，经常下班和她一起去喝酒。
小不點龍（声：西明日香）
總是在勇者小隊旁的小型龍，幾乎什麼都吃的下。
女僕格雷姆(仆偶)（声：佐藤聰美）
曾經為魔王服務的傀儡，外表打扮成女僕，在尤夏打敗魔王過程被捲入失敗禁斷的魔法之後失蹤，在次元狹縫漂泊中途被小不點龍吃掉，在龍的肚子裏吐出来后失去了作為魔王服務時的傀儡記憶（其实早已恢复），最後有了人意識，想拯救玛欧脱離為魔王束縛。

## 出版書籍
| Hobby Japan   | Hobby Japan         |
| 發售日期      | ISBN                |
| ------------- | ------------------- |
| 2019年2月27日 | ISBN 978-4798618692 |

## 电视动画
电视动画于2019年1月开始播放，人物原案为《摇曳百合》的作者なもり，监督为执导过动画《YUYU式》的。

### 制作人员
- 原作：
- 监督：
- 剧本统筹：青岛崇
- 人物原案：Namori
- 人物设定：饭冢晴子
- 总作画监督：大田谦治
- 美术监督：込山明日香
- 美术设定：柴田千佳子
- 色彩设计：松山爱子
- 摄影监督：东乡香澄
- 音乐：藤泽庆昌
- 音乐制作：国王唱片
- 动画制作：Studio五组
- 制作：EGG FIRM、Endro～制作委员会！

### 主题曲
片頭曲
作詞：栁館周平，作曲、編曲：齋藤真也，主唱：勇者小隊（尤夏（赤尾光）、塞拉（夏川椎菜）、法伊（小澤亞李）、梅（水瀨祈））
片尾曲「Wonder Caravan!」
作詞、作曲、編曲：新田目翔，主唱：水瀨祈

### 各话列表
| 話數   | 日文標題 | 中文標題                 | 編劇     | 分鏡       | 演出            | 作畫監督                                                              |
| ------ | -------- | ------------------------ | -------- | ---------- | --------------- | --------------------------------------------------------------------- |
| 第1卷  |          | 全劇終的字幕還太早啦～！ | 青島崇   | 、         | 濱崎徹          | 大田謙治、小菅洋                                                      |
| 第2卷  |          | 魔王，凋零於夕陽下～！   | 青島崇   | 信田祐     | 信田祐          | 正木優太、水野隆宏                                                    |
| 第3卷  |          | 任務實習～！             | 杉原研二 | 牧野友映、 | 牧野友映        | 黑田和也、大原大 山內大輔、Level Zero                                 |
| 第4卷  |          | 大海、泳衣與討伐惡神～！ | 鴻野貴光 | 林直孝     | 古川博之 濱崎徹 | 古川博之、島崎望 櫻井拓郎、西島圭祐 宇佐美翔平、小菅洋                |
| 第5卷  |          | 我的勇者大人～！         | 青島崇   | 八谷賢一   | 山本天志        | 壽夢龍、永山惠 小菅洋                                                 |
| 第6卷  |          | 六疊一間，附帶魔王～！   | 青島崇   | 祝浩司     | 濱崎徹          | 水野隆宏、大原大 山內大輔、和田賢人 平田雄三                          |
| 第7卷  |          | 蘿娜公主和法伊奮鬥記～！ | 杉原研二 | 小寺勝之   | 村田尚樹        | 黑田和也、細田沙織 德田夢之介、酒井孝裕 Level Zero                    |
| 第8卷  |          | 我的尤夏大人～！         | 鴻野貴光 | 信田祐     | 牧野友映        | 小菅洋、村松康功 水野隆宏、山內大輔 永山惠、島崎望 櫻井拓郎、片岡英之 |
| 第9卷  |          | 秘祭！卡爾塔多節～！     | 杉原研二 | 祝浩司     | 松本佳久        | 服部益實、小關雅 山村俊了、大高雄太 松井京介、粉川剛                  |
| 第10卷 |          | 雪山之夢～！             | 鴻野貴光 | 山本天志   | 山本天志        | 服部益實、永田有香 片岡惠美子                                         |
| 第11卷 |          | 最終死亡決戰～！         | 青島崇   | 川畑       | 濱崎徹          | 平田雄三、細田沙織 正木優太、黑田和也 酒井孝裕、小島唯可              |
| 第12卷 |          | 劇終字幕之後會是什麼……   | 青島崇   |            |                 | 小菅洋、片岡英之 平田雄三、水野隆宏 永山惠、山內大輔 小關雅           |

### 播放电视台
日本深夜動畫：下文記載的日本国内播放時間使用日本標準時間（UTC+9）表示。因為部分時間标识會採用30小时制，因此請留意这类超过24:00的时间，其實際播放時間為翌日清晨。
| 播放日期               | 播放時間（UTC+9）                | 播放電視台 | 播放地區 | 備註                      |
| ---------------------- | -------------------------------- | ---------- | -------- | ------------------------- |
| 2019年1月13日－3月31日 | 星期日 1:00 - 1:30（星期六深夜） | TOKYO MX   | 東京都   |                           |
|                        |                                  | BS11       | 日本全域 | 衛星電視 / 『ANIME+』節目 |
| 2019年1月14日－4月1日  | 星期一 23:00 - 23:30             | 栃木电视台 | 栃木縣   |                           |
|                        |                                  | AT-X       | 日本全域 | 衛星電視 / 有重播         |

### BD
| 卷數 | 發行日期      | 收錄話數       | 規格編號    |
| ---- | ------------- | -------------- | ----------- |
| 1    | 2019年3月27日 | 第1話－第3話   | KIZX-377/8  |
| 2    | 2019年4月24日 | 第4話－第6話   | KIZX-379/80 |
| 3    | 2019年5月29日 | 第7話－第9話   | KIZX-381/2  |
| 4    | 2019年6月26日 | 第10話－第12話 | KIZX-383/4  |